# Treehouse of Horror VII
"Treehouse of Horror VII" er den første episode af The Simpsons' ottende sæson og blev vist første gang på den amerikanske tv-station Fox den 27. oktober 1996. Bart opdager at han har en ond tvilling, Lisa skaber små menneskelignende væsener og Kang og Kodos udgiver sig for at være Bill Clinton og Bob Dole i et forsøg på at overtage verden ved at vinde den amerikanske præsidentielle valgkamp i 1996.